# Bever (Belgia)
Bever (fr. Biévène) – miejscowość i gmina (gemeente) w Belgii, w Regionie Flamandzkim, w prowincji Brabancja Flamandzka, w okręgu Halle-Vilvoorde. 1 stycznia 2024 roku liczyła 2276 mieszkańców.

## Demografia
- Źródła: NIS, od 1806 do 1981= według spisu; od 1990 liczba ludności w dniu 1 stycznia

1 stycznia 2024 całkowita populacja Bever liczyła 2276. Łączna powierzchnia gminy wynosi 19,24  km², co daje gęstość zaludnienia 118 mieszkańców na km².

## Podział administracyjny
W skład gminy nie wchodzi żadna dzielnica (deelgemeente).

## Współpraca
Miejscowość partnerska:
- Jardin, Francja